# Eduard Majsch
Eduard Majsch, noto anche come Maisch (Pressburg, 10 ottobre 1841 – Pressburg, 31 maggio 1904), è stato un pittore austriaco di origine slovacca.

## Biografia

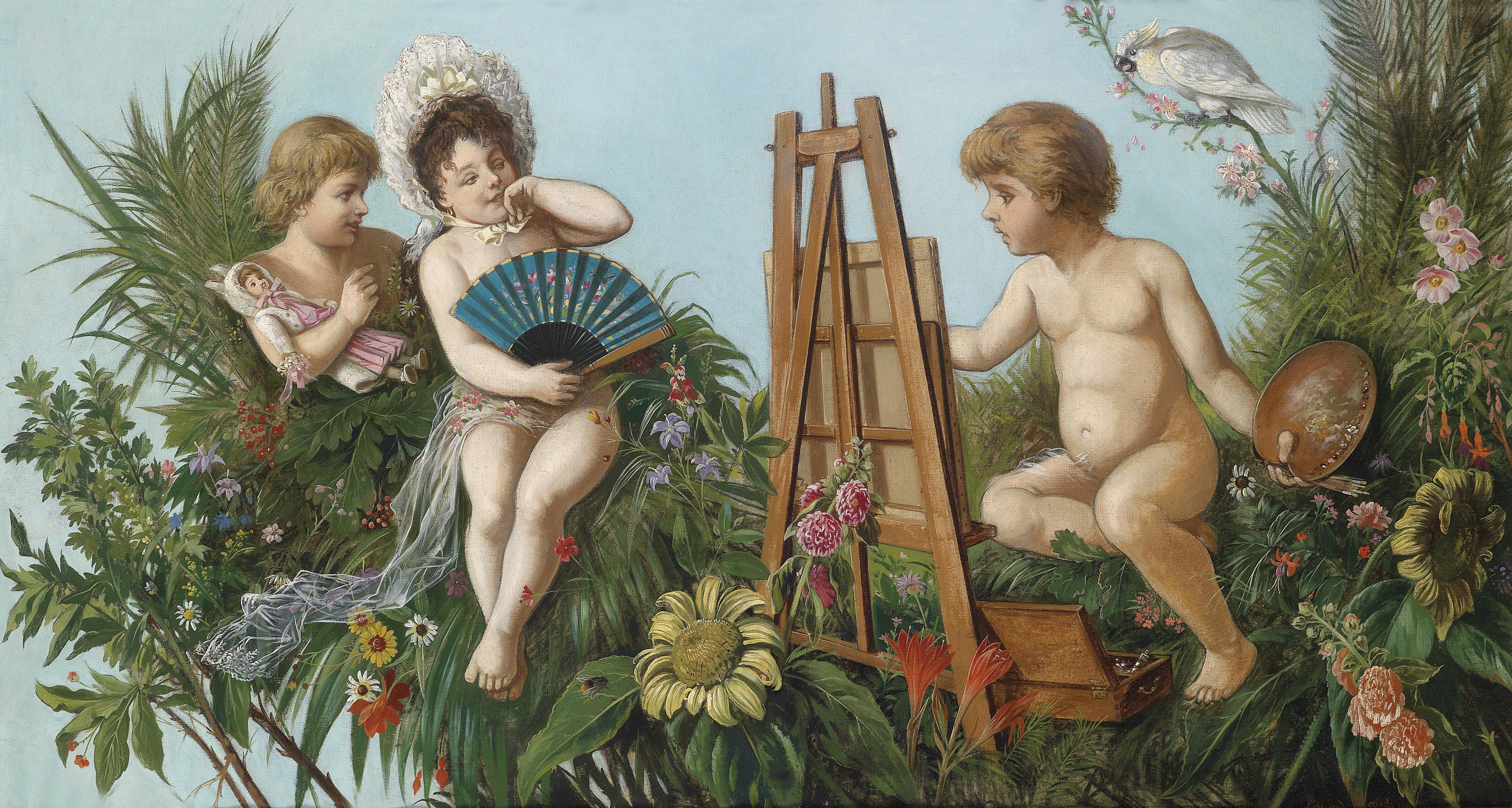
Il pittore e il suo modello, 1891

Eduard Majsch studiò pittura con Carl Wurzinger all'Accademia di Belle Arti di Vienna dal 1864 al 1869 e pittura storica con Eduard von Engerth dal 1870 al 1874. Terminati gli studi, intraprese un viaggio di studio in Italia e Francia.
Dal 1880 lavorò a Pressburg, dove aprì una scuola di pittura privata. Majsch è stato poi cofondatore e vicepresidente della Associazione d'Arte di Pressburg. Ha esposto le sue opere in esposizione d'arte in diverse città, quali Bratislava, Vienna, Praga e Lipsia. 
Le sue opere furono influenzate dalla pittura rinascimentale e barocca, ma anche l'influenza dell'Art Nouveau è evidente nei suoi dipinti più tardi.
Eduard Majsch fu sepolto nel cimitero di Andreas a Bratislava.